# Bệnh lý học

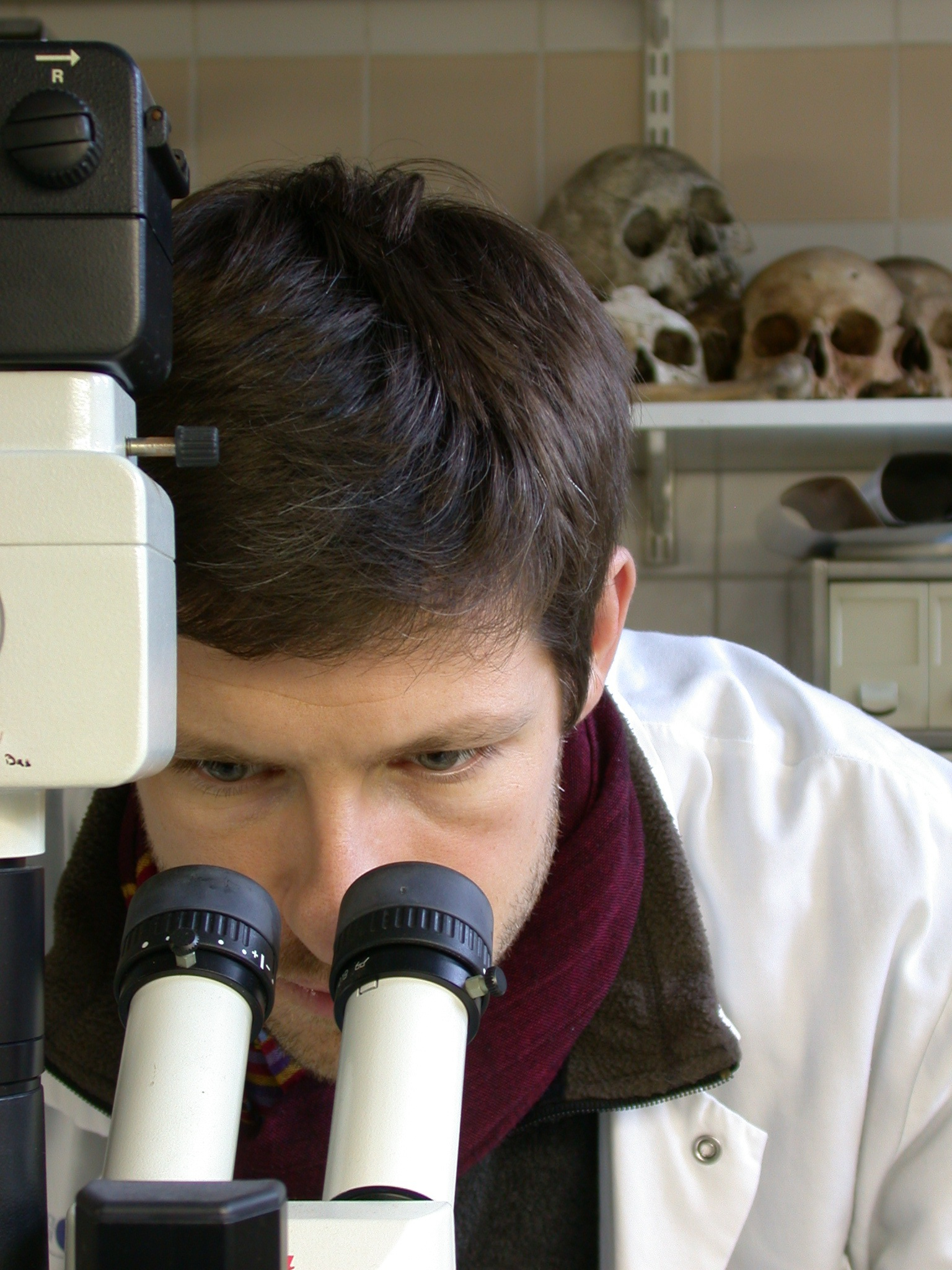
Một nhà bệnh lý học đang làm việc

Bệnh lý học là môn nghiên cứu và chẩn đoán chính xác về bệnh. Bệnh lý học cân nhắc về bốn yếu tố của bệnh: nguyên nhân, cơ chế hình thành (bệnh sinh), sự thay đổi cấu trúc các tế bào(thay đổi về hình thái học) và hậu quả của những thay đổi này (triệu chứng lâm sàng).
Bệnh lý học được chia nhỏ thành những phân ngành khác dựa vào hệ cơ quan được nghiên cứu (bệnh lý da liễu) hay hướng xét nghiệm (bệnh học pháp y và xác định nguyên nhân tử vong).

## Lịch sử bệnh lý học
Khởi điểm bệnh lý học có thể coi như có từ thời đại mà con người bắt đầu biết kiểm tra xác chết. Việc khám nghiệm tử thi dẫn đến việc phẫu tích xác nhằm tìm ra nguyên nhân cái chết.
Vào thời gian đó, loài người đã nhận biết phân biệt được những thứ ngày nay chúng ta gọi là viêm, sưng bướu, nóng sốt và nhiều biểu hiện khác.
Bệnh lý học bắt đầu phát triển thành một môn học vào thế kỷ thứ XIX thông qua các giáo sư và các bác sĩ nghiên cứu về bệnh lý học. Họ gọi nó là "giải phẫu học bệnh lý" ("pathological anatomy") hay giải phẫu bệnh ("morbid anatomy").
Tuy nhiên, bệnh lý học không được công nhận như là một môn của y học cho đến tận cuối thế kỷ XIX, đầu thế kỷ XX. Trong thế kỷ XIX, các thầy thuốc nhận ra rằng các mầm gây bệnh, hay các vi khuẩn (loại gây bệnh, như là các loại vi khuẩn, virút, nấm, amip, mốc, các sinh vật nguyên sinh và prion) tồn tại và có khả năng sinh sản và nhân lên,...

## Chuyên môn

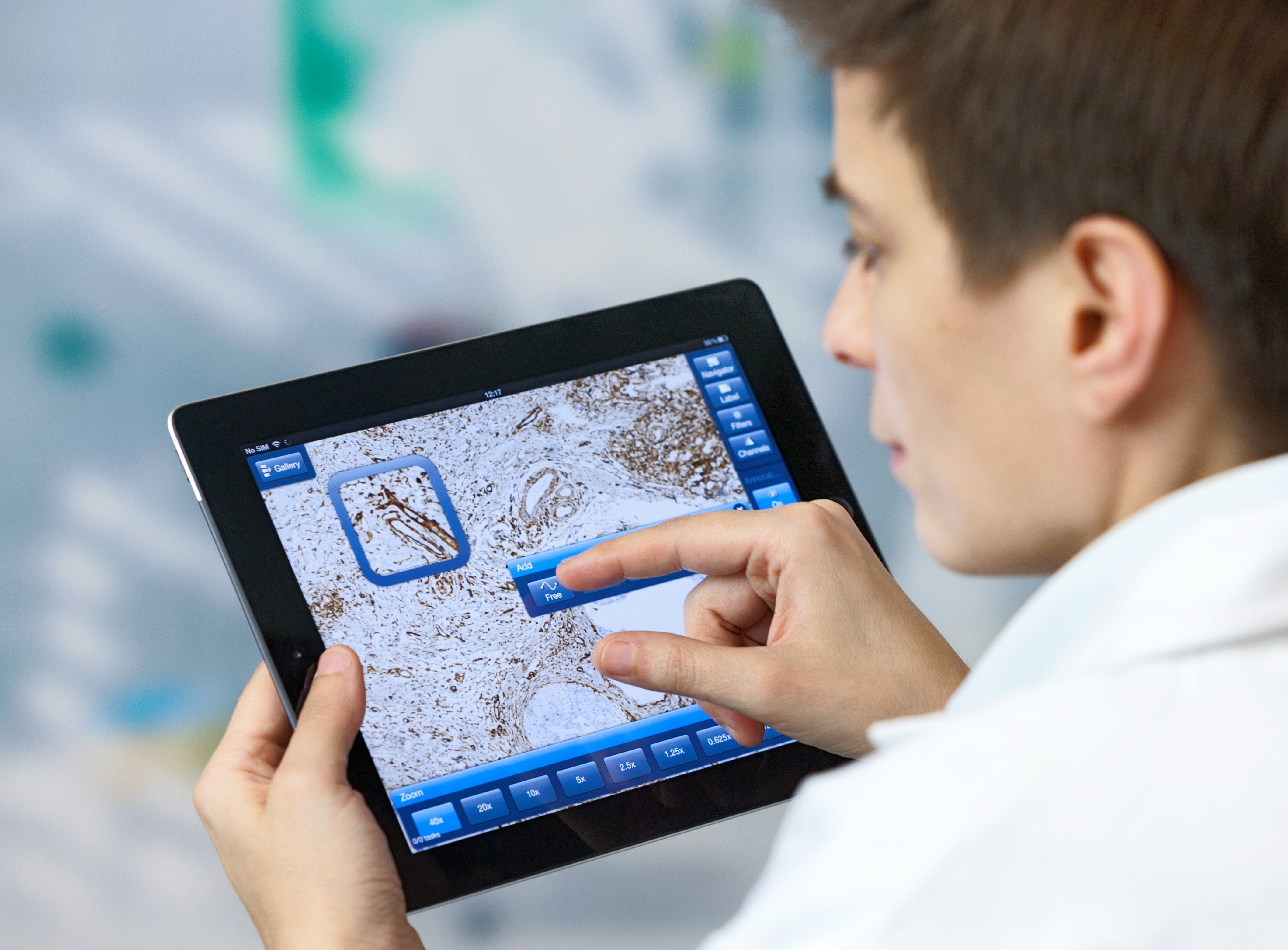
Bệnh lý học